# Саммит НАТО в Ньюпорте (2014)
Саммит НАТО в Ньюпорте (4—5 сентября 2014 г.) — 26-я встреча на высшем уровне глав государств и глав правительств стран-участниц Североатлантического Альянса. Встреча проходила в г. Ньюпорт (Южный Уэльс).

## Обстоятельства
Это третий саммит НАТО, который проходил в Великобритании: первый был проведен в Лондоне в 1977 году, а другой — в 1990 году. Один из крупнейших саммитов в истории НАТО: около 60 высших должностных лиц и высокопоставленных представителей 33-х стран-партнёров, в том числе международных организации (ООН, ОБСЕ, ЕС), приняли участие в саммите.
Впервые после завершения «Холодной войны» на саммит НАТО не пригласили российскую делегацию.
Впервые в истории на саммит НАТО была приглашена Республика Молдова.

## Повестка
Вопросы саммита прежде всего касались ситуации в Афганистане, в частности, обсуждался процесс передачи силами НАТО местным силовым структурам функций обеспечения безопасности, а также перспективы развёртывания новой консультативно-обучающей миссии Альянса в Афганистане в 2015 году.
Не прошла без внимания глав государств и глав правительств ситуация, сложившаяся на Украине. Накануне саммита премьер-министр Великобритании Дэвид Кэмерон заявил, что, в то время как «Россия дестабилизирует Украину» и «незаконно аннексировала» Крым, НАТО следует «сосредоточиться на гарантиях восточным союзникам».

## Результаты
- Было принято решение о создании объединённой оперативной группы повышенной готовности в составе примерно 4000 человек[8] на случай нападения России на какую-либо из стран НАТО[9]. Основную базу и командный центр сил планируется разместить в Великобритании. Планируемый срок переброски и развёртывания войск в странах, граничащих с Россией (Польша, Прибалтика), не превышает 48 часов[8].
- Состоялось заседание Комиссии Украина — НАТО. На этой встрече с участием президента Украины обсуждались вопросы улучшения сотрудничества между НАТО и Украиной[10].